# جنیفر ماروژان
جنیفر ماروژان (آلمانی: Dzsenifer Marozsán؛ زادهٔ ۱۸ آوریل ۱۹۹۲) بازیکن زن فوتبال مجاری‌تبار اهل آلمان مجارستانی است.
وی هم‌اکنون برای تیم ملی آلمان و  باشگاه المپیک لیون بازی می‌کند.